# EyeSight

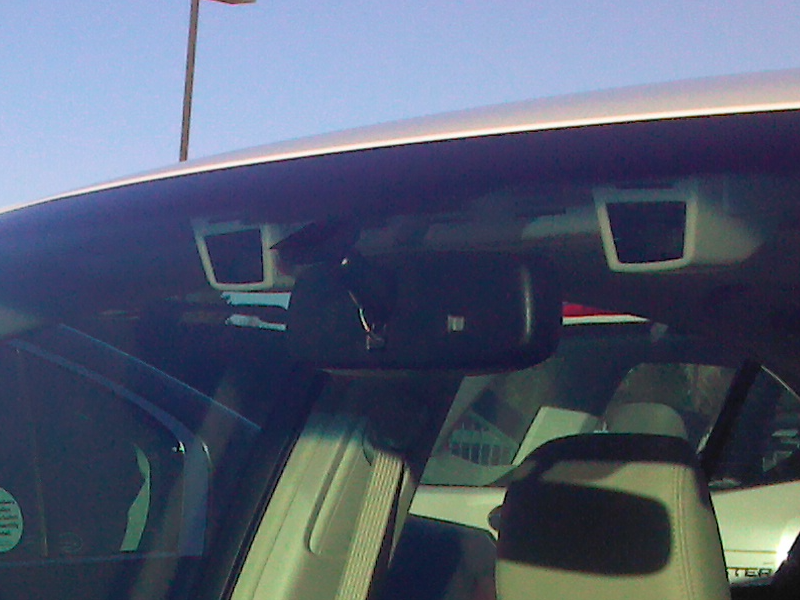
スバル・レガシィ（5代目）（2014年式）に搭載されているアイサイトのステレオカメラ部（日立オートモティブ製）。

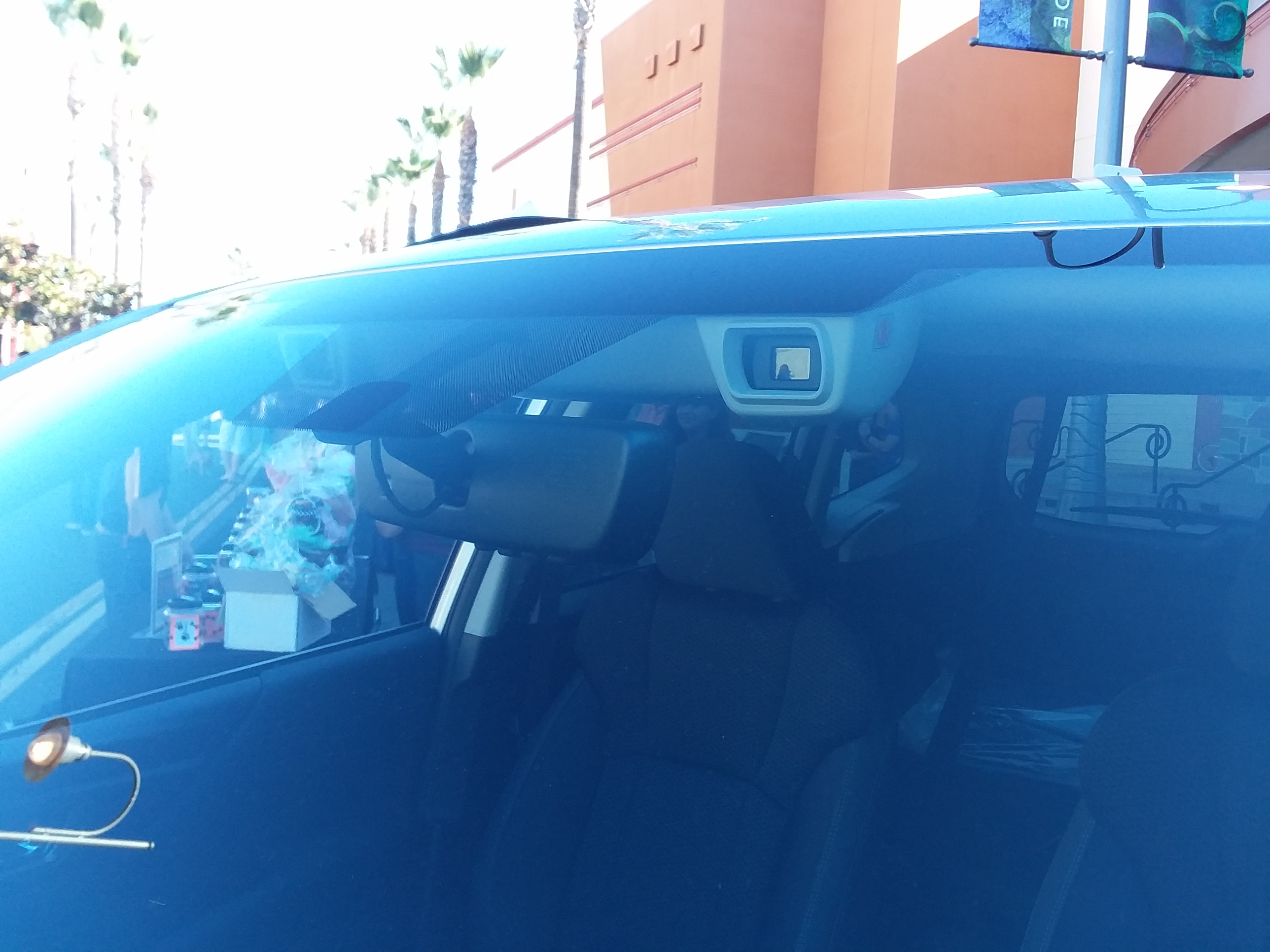
スバル・フォレスター（5代目）（2018年式）に搭載されているアイサイトのステレオカメラ部（日立オートモティブ製）。

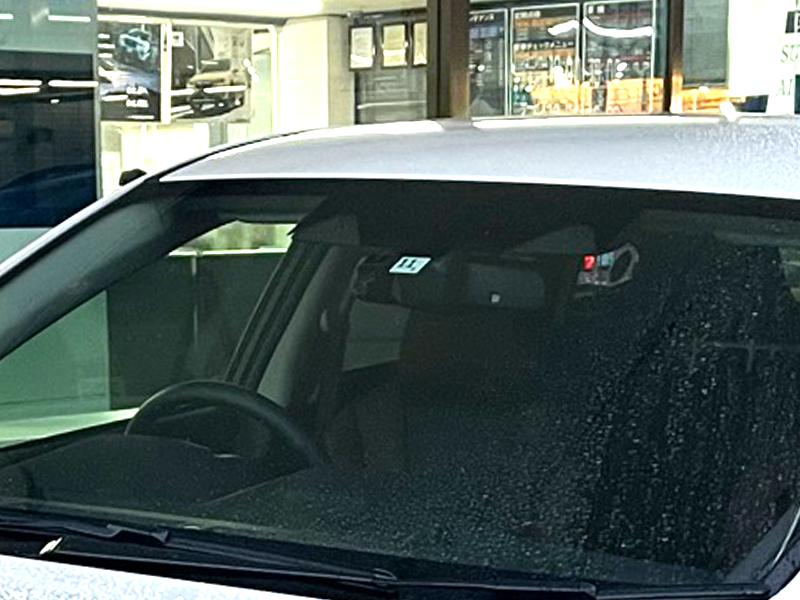
スバル・レヴォーグ（2代目）（2021年式）に搭載されているアイサイトのステレオカメラ部（ヴィオニア製）。

アイサイト（EyeSight）は、SUBARU（旧・富士重工業）によって開発された運転支援システムである。同社が製造する乗用車に搭載されている。車内前方に装備されたステレオカメラで前方を監視し、障害物を三次元的に認識することで、自動ブレーキ、アダプティブ・クルーズ・コントロール等を制御する「運転支援システム」を基本概念として開発されている。“Eyesight” は英語で「視力、視界」の意。
本項では前身技術であるADA、SI-Cruise、およびアイサイトセイフティプラスと命名された安全支援装備群も扱う。
2008年、世界で初めてステレオカメラだけで衝突被害軽減ブレーキや「全車速追従機能付クルーズコントロール」を実現したシステム「アイサイト」（現在はver.1と呼ばれる）を発売した。

## 前身技術

### ADA

#### 第1世代
1999年、レガシィ・ランカスター（レガシィアウトバックの前身）の最上級グレード専用装備として初登場した。ADA（アクティブ・ドライビング・アシスト）は、ステレオカメラを使用し、
車線逸脱警報
車間距離警報
車間距離制御クルーズコントロール
名称は異なるが、追従型クルーズコントロールと同様である。
カーブ警報/シフトダウン制御
ナビゲーションと自車位置を照合し、カーブ曲率に適切な速度に近づける。
という4つの機能を備えていたが、この段階では車速制御をスロットル開度とシフトチェンジに依存していた。システムと直接関係のない装備品が含まれてはいるものの、ベース車種に対し価格差約65万円と非常に高額であった。

#### 第2世代
ADAは2001年にマイナーチェンジを受けたランカスターの最上級グレード「ランカスター6 ADA」専用装備として仕様向上が図られ、VDCプレビュー制御が追加された。
VDCプレビュー制御
前方の対象物との距離情報などから、制動のみでは危険回避できないと判断した場合、ドライバーの危険回避操作によりVDC（Vehicle Dynamics Control）が作動する前に、VDC制御の特性を変更して、危険回避後の車両の挙動収束性を向上させる。--富士重工業 2003年8月27日

#### 第3世代
2003年、フルモデルチェンジを受けたレガシィ3.0Rに装備された新型ADAは、ブレーキ操作制御を実装し、更にミリ波レーダーが追加された。濃霧や雪といった悪天候下では後のアイサイトをも上回る安定性を獲得したが、運転支援機能、とりわけ衝突回避制御は限定的で、制御の高度化により上昇した製造経費は販売価格にも影響し、商業的成功には至らなかった。第3世代では従来製品に加え、下記のように後のアイサイトに通じる新機能を実現していた。この後、2004年、富士重工業は日立製作所と提携。富士重工業が有するステレオカメラの技術と、日立の単眼式カメラの技術やソフトウェア開発のノウハウ（知識・技能）を結集する形で開発が進められた。画像処理システムについては両社で共同の特許を取得した。
車間距離制御クルーズコントロール（機能強化）
速度制御にブレーキを併用するようになった。速度設定範囲は50 - 100 km/h。
追従モニター
センサーによって計測した車間距離を表示し、前走車への異常接近を警告。
ふらつき警報
前車発進モニター
後述するアイサイトの先行車発進お知らせ機能と同様
グリップモニター
VDCからの情報を元に、舗装路から雪道、凍結路まで、刻々と変化する路面状況に応じたタイヤのグリップ力の変化を予測し、センターディスプレイに表示する。富士重工業 2003年8月27日

### SI-Cruise
2006年、レガシィの後期型マイナーチェンジの際にADA搭載グレードは姿を消し、レーザーレーダーを用いて追従クルーズコントロールに特化した運転支援システム、SI-Cruiseが代わりに設定された。ステレオカメラこそ採用していないものの、自動制御技術開発の上で、ADAからアイサイトへの中継役を果たした。

## アイサイトコアテクノロジー

### 技術
一般に検出したい対象を探すアルゴリズムを構築する単眼カメラを用いた物体認識とは異なり、ステレオカメラでは検出したい物体ではなくまず路面を探し、走行可能領域を3次元的に認識する。次に、走行可能空間内にあるすべての点群を障害物候補と認識し、どこからどこまでが1つの物体の塊なのかを判定してグループ化を行う。続いて、物体の種類（クルマ、人、壁など）を特定した後、撮像フレーム間の動作量から各物体の速度を計算する。速度計算には典型的な時定数フィルタを使った計算式ではなく、独自の計算式を使用している。
物体認識については機械学習を用いた識別器を併用し、単眼カメラを用いたシステムと同様に画像中の輝度パターンを利用する。

### 特色
ミリ波レーダーは歩行者や自転車などの検知を不得意とするが、ステレオカメラ方式はこれらに対しても優れた認識能力をもつ。ミリ波レーダを利用したシステムの場合、上記欠点を補うため、単眼式カメラやその他センサと組み合わされることが多く、結果として費用の上昇を招いているが、アイサイトの場合、カメラのみで高精度、高機能を実現したことによって価格を比較的低く抑えることに成功した。また、車内に装置を設置しているため、車外にセンサが露出しているシステムに比して、泥はねなど不意の汚損に対して若干の強みを持つ。なお、一部車種によってはアイサイト用のウォッシャーノズルを装備する。

#### 機能の限界
カメラ以外のセンサーを備えた他方式と比較した場合、測距や動体予測をステレオカメラに依存する本方式は人間の視覚と同様、天候や周辺の明るさの影響を原理上避けられない。つまり、夜間や濃霧、豪雨、西日との正対、カメラの死角といった場合の動作が100%保証されているわけではなく、誤動作の例もユーザーによって多く報告されている。障害物がフェンスやタイル、縞模様のように同一パターンの繰り返し要素があったり、無地の壁であった場合などに、ステレオカメラが距離を誤認する可能性が高まるともされている。舗装の劣化や積雪で車線認識が不可能になる場合があるが、この点はカメラを応用した他社の車線認識システムも克服できていないのが実情である。
他社の衝突被害軽減ブレーキと同じく、アイサイトもまた、あくまで運転者が主体であり装置はその能力を補うものである。ゆえに路面や周囲の環境、事故の形態によっては、100%被害を防げるものではないことに注意が必要である。さらに、適切な運用には、メーカーの注意事項、装置の特性や操作方法に対し十分な理解が不可欠である。当然、事故を起こした時の責任は運転者（あるいは当事者）が負うもので、基本的にシステムや製造メーカーにはないことを意識しなければならない。

#### 短所
カメラ画像上で対象物の移動量変化が著しく小さい場合、物体を移動物として正しく認識できない場合があり、対象物が小さく遅いほど困難となる。これはカメラの高画質化やアルゴリズムの最適化で改善できる可能性があるが、大掛かりな見直しが不可欠となる。この欠点は2017年の自動車アセスメント（JNCAP）にて露呈し、新世代アイサイトへのハードウェア刷新に繋がった。ちなみに、JNCAPの対歩行者試験において、同じくステレオカメラ式を採用しているスマートアシストの最新版も、最低速（自車10 km/h）の場合は自律ブレーキがまったく発動していない。
カメラ方式の宿命ではあるが、フロントガラス室内側にカメラを設置する都合上、石はね等の損傷によって物体検出能力の低下あるいは完全消失が起こりうる（利点であるカメラレンズ汚損リスク低減とのトレードオフ関係である）。また、フロントガラスは曲面であり、カメラとの相対位置によって撮像の微小な歪みを避けられず、左右画像の差分情報を取得するステレオカメラ式では特に顕著となる。前述の事由などによりフロントガラスの交換が発生した場合、性能を保障する上でエーミング（較正、キャリブレーション）作業が必要となり、作業工賃上昇の原因となる。
また、「タイヤサイズ、サスペンション、フロントガラス等の交換および変更」「フロントガラスに撥水コーティングをする」「室内のフロントガラス周辺にてアクセサリー等の追加変更を行う」など、最低地上高やフロントガラスの映り込みが変わるような変更改造等についても、（取扱説明書で注意喚起されている通り）事前に販売店に相談し注意事項を確認すべきである。

#### MT車への装備
2021年の衝突被害軽減ブレーキ装着義務化に伴い、他社ではMT車への対応が進む一方、同年に至るまでアイサイト搭載車はすべてATまたはCVTとの組み合わせに限られている。開発者によると、エンストが発生した場合、回復までに時間が取られることが危険であるためとされる。

## 旧商品

### アイサイトver.1
ハードウェア面では専用ナビゲーションシステムやミリ波レーダーを廃しステレオカメラによる測距に一本化したことで、ADAの最大の課題であった経費削減に成功した。ソフトウェア面では機能の取捨選択、衝突被害軽減を筆頭とする運転支援機能を強化、名称もEyeSight（アイサイト）と改め、2008年に再びレガシィに採用された。2009年にはレガシィの派生車種、エクシーガにも採用を拡大した。
- 自車前方、約90 m以内の範囲で障害物（車、条件により人や動物も含む）を検知することができる[4]。斜め前方も検知範囲となる。視野角は25度（ver.2での公表値[19]）。
- 低速域（説明書によれば2 km/h以下）、高速域（同140 km/h以上）では動作しない。上限速度を超過すると関連機能が停止する。
- 悪天候や光線状態により一時的な検知不具合が発生すると、電子音とメーター内表示で検知機能の停止を警告する。運転続行したままでも機能が回復すれば警告は消える。一方、ハードウェア故障のように重大な支障が発生した場合はシステム警告灯が点灯し、点検修理を促す。

#### 機能

##### プリクラッシュブレーキ
前方障害物をカメラにて監視し、警告、1次ブレーキ、2次ブレーキの3段階にて運転支援を行う。最終的に運転者の操作無くして衝突を回避することはできないとされる（後述）。
警告
先行車など障害物の接近を検知し、断続音の警報とメーターの警告表示で注意を促す。ブレーキ介入は行われない。
1次ブレーキ
前方障害物と衝突する可能性が高まると、警告状態に加え、弱い自動ブレーキがかかり、ブレーキ操作を促す。運転者によりハンドルやブレーキ操作等で適切な衝突回避が行われたと判断されると解除される。
2次ブレーキ
1次ブレーキの状態より衝突の可能性が更に高まると、警報が連続音に、警告表示が変化し、危険性上昇を運転者に知らせる。それでも運転者が衝突回避を行わない場合、強い自動ブレーキがかかり、衝突回避を試みる。
前述の通り、日本の法定速度を超える速度域でも一定範囲までは被害軽減ブレーキが動作するが、障害検知範囲の限界から、相対速度差が大きい場合（とくに静止物の場合）ほとんど被害軽減に寄与しないことに留意すべきである。

##### 全車速追従機能付きクルーズコントロール
前方を走行中の車両（二輪車も含む）を検知し、車間距離を保つよう車速を制御する。加減速制御は変速機にも介入し、必要であれば変速操作が自動的に行われる。したがって、下り坂であればエンジンブレーキも発生する。カーブを走行中、曲率によっては設定速度より減速する場合があるが、取扱説明書にも記載された仕様通りの挙動である。
- 上限速度 - 取扱説明書上では100 km/hまで設定可能（後述）。
- 下限速度 - 速度設定値の下限は40 km/hである。ただし40 km/h未満まで減速しても追従は継続しており、前走車が加速すれば再び設定速度を目指して加速する。
- 速度超過による解除 - ドライバーの操作で加速し140 km/h以上になった場合、クルーズコントロールは自動解除される。
- 速度低下による解除 - 前走車追従により、約2 km/hまで低下すると自動解除される（後述）。
- 車間距離設定 - 長・中・短の3段階で設定可能。実際の距離は、自車の走行速度にあわせて変動する[注釈 14]。
- 運転者操作による解除 - 運転者がブレーキペダル操作、ATのレバー・パドル操作を行っても自動解除される。アクセル操作は解除対象ではなく、アクセルオフによって設定速度への調整が再開される。
- システムによる自動解除 - アイサイト以外の安全装置に変化があった場合、解除となる場合がある[注釈 15]。
- 最大減速度 - 前走車の減速時、状況に応じてブレーキも自動制御されるが、この時の最大減速度は約0.25 G[19][注釈 16]に制限され、制動が間に合わず追突する場合がある。

高速道路や自動車専用道路での使用が前提の機能である。

##### 定速クルーズコントロール
車間距離設定ボタンを長押しすることで、前車に追従せず、単にセット速度を維持するように切り替えることもできる。下り坂ではエンジンブレーキの抗力が不足して意に反した加速をする場合がある。運転者により一部の操作が行われると解除されるのは追従モードと同様である。追従時とは異なり、カメラ一時停止状態でもキャンセルされない。ただしシステム異常警告が表示されている状態では解除される。

##### AT誤発進抑制制御
発進時のシフトの入れ間違い、ペダルの踏み間違いによる事故の防止、軽減を行う。前方10 m以内に障害物を検出した状態で、かつ自車が停止、もしくは徐行しているとき、必要以上のアクセル踏み込みが検出された場合、運転者への警告と同時にエンジン出力を抑制する。タイル壁のように規則正しく繰り返された壁材やガラス窓に対しては、ステレオカメラが距離を誤認し、動作しない場合がある。

##### 車線逸脱警報・ふらつき警報機能
50 km/h以上での車のふらつき、40 km/h以上での車線の逸脱に対して警告音と警告表示を発する。LANE OFFスイッチを長押しすることで、これらの機能をキャンセルすることが可能。

##### 先行車発進お知らせ
先行車の発進後、3 m以上離れても自車が発進しない場合に通知を行う。複数の条件を満たしていないと通知が発生しない。
- 先行車との車間距離約10 m以内で停車し、運転者がブレーキ操作を行っていること
- ステレオカメラが先行車を正常に認識し続けていること
- 停止後、前走車以外の障害が新たに発生していないこと（例として二輪車が割り込んできた場合など）

#### その他

##### 公式説明と実車挙動の相違
設定速度範囲
前述の通り、説明書では100 km/hがクルーズコントロールの設定速度上限とされているが、実際の速度設定範囲はタイヤの磨耗や車速パルスの誤差を考慮し、最大114 km/hとなっている。ただしGPS測定では約105 km/h前後に相当することが多い。アイサイトver.3における上限速度引き上げについては後述。
ver.1の制動制御
ver.1開発時、運転者の意思に関わらず完全停止するブレーキを搭載しないよう国交省より指導があったとされ、説明書には2 km/hまで減速した後に自動制動を解除する旨が明記されている。発売時の実車がこの通りの挙動であったかは定かでないが、前走車の停止にも追従して数秒間の完全停止に至る場合が多く、微速のまま静止しないという説明通りの挙動は再現困難である。

##### 衝突事故発生時の記録保持
ver.1より備わっている機能として、広告やセールスでは謳われていないが衝突回避動作を以ってしても事故が回避できず、エアバッグの作動などある一定の条件を満たすと、衝突前後のステレオカメラによる映像およびエンジンコントロールユニット（ECU）から取得可能な車両情報（ステアリング切り角、エンジン回転数、アクセル開度、ブレーキ、シフト状態）などのデータが記録されることが取扱説明書に記されている。ただし市販のドライブレコーダーと異なり、一般ユーザーによってデータを取得したり閲覧することはできない。

### アイサイトver.2
レガシィ系列以外の車種にも搭載された改良型。機能強化に加え宣伝の成功も相まって知名度が飛躍的に高まった。ver.1との基本的な機能に違いは無く、異なる点はプリクラッシュブレーキにおける「ぶつかる前に止まる」ことを国交省に働きかけ認めさせたことで、「衝突軽減」から「衝突回避」に性能向上を実現した。後述にある通り、完全な衝突回避を保証するものではない。

#### 改良点
ver.1との相違を中心に記述する。なお、ver.1から削除された機能は無い。
プリクラッシュブレーキ
0 km/hまでの完全停止が仕様に盛り込まれた。前走車への追突回避可能な相対速度は最大30 km/h。
プリクラッシュブレーキアシスト
ver.2の一部車種で追加された。1次ブレーキ（ver.1節に記述）発動以降に運転者がブレーキペダルを操作した場合、緊急制動とみなし倍力装置のアクチュエータが作動することで、より強力な制動力を得る。作動速度域は約10 - 140 km/h。
全車速追従機能付きクルーズコントロール
低速度側の動作域が0 km/h以上と拡大された。さらに、最大減速度が約0.4 Gに引き上げられ、前走車の急ブレーキに対応できる可能性が高まった。前述の動作域拡大による完全停止に加え、最大2分の停止保持機能が追加されたことで、渋滞下での高速道路における運転者の操作は大幅に減少した。なお電動サイドブレーキ採用車種については停止保持可能時間が更に延長されている。ver.2に限ったことではないが、メーカー側は高速道路・自動車専用道路以外ではクルーズコントロールを使用しないよう呼び掛けている。クルーズコントロールがセット可能となる条件に、シートベルト装着状況とドアクローズが追加された。
先行車発進お知らせ
電動サイドブレーキ搭載車の場合、同機能の作動時（つまり運転者が一切ブレーキ操作していない状態）でも通知される。

## アイサイトver.3
2021年12月現在も現行製品に採用。ただし高価格帯製品を筆頭に次世代アイサイト（次節）に移行しつつある。2014年6月20日、レヴォーグで初採用され、順次他車種へも採用された。

### 改良点
ver.2に対する改良点は以下の通りである。
- ユニットの小型・薄型化。
- カメラをCCD（モノクロカメラ：ソニー製）からCMOS（カラーカメラ：オン・セミコンダクター製[23]）とすることによる視認性能の向上。
- 視野角・視程を従来比40%向上。※追従走行機能における前走車の認識範囲は約110 m[24]
- カラーカメラ化による先行車ブレーキランプ認識機能の追加。それに伴うCPUの高速化・車両制御の精緻化。
  - 信号認識機能の追加。特定条件下[注釈 22]において前方の赤信号を検知した場合の加速特性を変更（赤信号で自動的に停止する機能ではないことに注意）。
- 前走車への追突回避可能な相対速度が最大50 km/hに向上。
- 電動パワーステアリングを協調させたアクティブレーンキープ機能と車線逸脱抑制機能の追加。
- 衝突回避においてステアリング操作があった際にVDC制御に介入して回頭性を高めるプリクラッシュステアリングアシストの追加。
- プリクラッシュブレーキの動作速度域が約0 - 160 km/hに拡大。

### 年次改良
公式表記上はver.3のまま変わらないが、年次改良により細かい機能追加・性能向上が図られている。車種により導入時期が前後するものがある。
車間距離設定
追従クルーズコントロールの車間距離設定が4段階に増えた。
後進方向の誤発進抑制機能追加
AT誤発進抑制制御に加え、後退方向の飛び出しを防ぐAT誤後進抑制制御が追加。
回避能力の向上
その他、細かい改良で逐次回避能力の向上が図られている。
- 先行する歩行者・二輪車に対し減速タイミングを早めた。
- 衝突回避時に運転者が誤ってアクセルを踏んだ場合、プリクラッシュブレーキアシストが作動するようになった。
  - アクセルの踏み加減によっては運転者によるオーバーライドと判定され、ブレーキを解除する場合があるので取扱説明書の確認が望ましい。

#### クルーズコントロールの120 km/h走行対応
高速道路の特定区間における法定上限速度緩和を受け、一部車種では追従クルーズコントロールの設定速度が最大135 km/hに、自動解除速度が約145 km/hに、それぞれ引き上げられた。

### アイサイト・ツーリングアシスト
社内呼称はver3.5。2017年8月7日発売のレヴォーグ/WRX S4にて初採用された。追従クルーズコントロール、アクティブレーンキープに新機能の先行車追従操舵機能を組み合わせ、約0 - 120 km/hと広い速度域で自動運転レベル2相当の性能を備える。下記のように、速度に応じ認識対象を複雑に切り替え、場面に適した運転を実現している。
- 約60 km/h以上の高速域では、基本的に左右の区画線を認識対象とし、車線中央付近を維持するよう自動操舵が働く。
  - 完全に区画線が認識できない場合を除き、前走車追従は行わない[28][注釈 25]。
- 約40 - 60 km/hでも区画線を優先するのは同様だが、状況により前走車追従が優先される[28]。
- 約0 - 40 km/hでは、前走車のみ、区画線のみ、それら双方を認識する3つのモードを状況に応じて切り替える[28]。
- 運転者が一定時間ハンドルから手を離すと警告が発生し、さらに警告を無視すると解除される。
- 区画線が不明瞭な場合、意図せず前走車の車線変更に追従してしまう可能性があることが取扱説明書にて警告されている。

### 2代目BRZ・GR86
2021年に発売されたBRZおよびGR86（ともにAT車標準装備・MT車装備不可）にはバージョン表記のないEyeSightが採用されている。レーンキープなどハンドルに介入する機能が存在せず、従来製品とは異なる特殊仕様となっている。またサイドブレーキ採用であるため、必然的に自動停止後は電動パーキングブレーキで保持せず、短時間で解除される。

## 新世代アイサイト
2021年現在の最新バージョン。2020年10月発表の2代目レヴォーグにて初採用された。「新世代アイサイト」あるいは単に「アイサイト」と呼ばれている。開発責任者によれば、「進化の度合いが違い過ぎる」ためver.4とは命名されなかった。ただし海外現地法人が「第4世代」と呼称する例も散見される。ハードウェアの刷新により予測安全性能を強化すると同時に、いわゆる自動運転性能をより高める「アイサイトX」をオプションとして追加可能となった（日本国内限定、一部車種を除く）。

### ハードウェア
ステレオカメラが日立製からスウェーデンのヴィオニア社製の広角カメラ（従来から解像度は1.2メガピクセルから2.3メガピクセルに向上し、水平画角は2倍弱広くなった）となり、従来の後側方レーダー、後部の超音波センサーに加えて、車両前部の左右にミリ波レーダーが搭載された。カメラの視野角の拡大は、カメラカバーをフロントガラスに密着させて搭載位置が前進したことが寄与している。ブレーキブースター（ブレーキ力を高める装置）は電動式になり、アイサイトによる反応を向上させている。プロセッサにはザイリンクス社のFPGAであるZynq UltraScale＋ MPSoC（マルチプロセッサシステムオンチップ）を採用した。
2023年度モデルの北米仕様アウトバックの一部グレードと2022年9月に発表された日本仕様の新型クロストレックではステレオカメラに加えて前方監視用の単眼広角カメラ（デンソー製）を使用する3眼構成となる。

### 改良点
以下の機能が強化・追加された。
プリクラッシュブレーキの回避能力が向上
Ver.3 -「前方の車両との速度差が50 km/h（歩行者の場合は35 km/h）より大きい場合 、EyeSight の性能限界から衝突を回避することはできません。』
新世代 -「制御対象物との速度差が約60 km/hより大きい場合、EyeSightの性能限界から衝突を回避することはできない。」
ただし、これらは理想的条件下の数値であり、乗員数や路面状況などによっては衝突する危険性が高まる。
交差点での衝突回避能力が向上
右直事故や歩行者事故の回避能力が高まった。

### 新機能
前側方プリクラッシュブレーキ
（自車が優先道路へ進入するような場合を想定して）側方から接近する車両と出会い頭に衝突する危険があるとシステムが判断した場合、警報音やモニターなどにより注意を喚起し、回避操作がない場合はブレーキ制御を行う。
緊急時プリクラッシュステアリング
プリクラッシュブレーキだけでは衝突回避が困難であり、システムが周囲に回避スペースがあると判断するした場合、ステアリング制御もあわせて行う。
また、停車時においては、従前の先行車発進お知らせ機能に加えて青信号お知らせ機能が追加された。

### アイサイトX
アイサイトX（EyeSight X、アイサイト・エックス）は新世代アイサイトに追加可能な「高度運転支援機能」である。2020年10月に発表された2代目レヴォーグから採用され、末尾に "EX" が付くグレードに搭載される。アイサイトXではベースシステムのステレオカメラ情報、車体四隅のミリ波レーダーの周囲情報に加えて、三菱電機と共同で開発した3D高精度地図データと準天頂衛星「みちびき」を利用した高精度GPS情報を利用する。システムの心臓部であるFPGAプロセッサの高速処理能力により情報量の増大に対応可能となった。
アイサイトXには次の機能がある。
渋滞時ハンズオフアシスト
約50 km/h以下での走行時にハンドルから手を放すことが可能になった。
渋滞時発進アシスト
ACC使用時、停止からの自動再発進までの時間が従来の3秒から約10分に伸びた。これは、フロントレーダーの追加と、ステレオカメラの画角の拡大により、割り込み車両をより正確に検知出来るようになったためとされる。
アクティブレーンチェンジアシスト
70 - 120 km/hでの走行時に方向指示器のレバ―を操作すると操舵支援を行い、車線変更をアシストする。
カーブ前の速度制御
カーブに合わせた適切な速度に制御する。
料金所前速度制御
ETCゲート通過に適した速度に制御する。
ドライバー異常時対応システム
（特定条件下において）ドライバーの異常を検知すると自動で非常点滅表示灯（ハザードランプ）やホーンで周囲に知らせながら、車両を減速・停止させる。本機能は全車速追従機能付クルーズコントロール（ACC）で走行中、かつ車線中央維持・先行車追従操舵機能が動作中であることが前提条件である。これらの機能は高速道路や有料道路など、自動車専用道路における使用を想定したもので、一般道路での使用は非推奨行為とされている。3D高精度地図データにより急カーブ区間と判断された場合、後方になるまで走行して停車する。また、路肩に寄せる動作は行われない。
3D高精度地図データ
年4回の更新が行われるとされる。収録されるデータは全国の主要高速道路、一部の自動車専用道。更新における工賃は有償となる。ナビゲーションシステムの地図と異なり、ユーザーによる更新は不可能。3D高精度地図データの更新がなされず、実走データと食い違いが生じている場合、一時的にアイサイトXが機能しない場合がある。

## アイサイトセイフティプラス
2015年、富士重工業は「スバルリヤビークルディテクション（後側方警戒支援機能）」、「サイドビューモニター」、「ハイビームアシスト」、「アイサイトアシストモニター」の4機能をアドバンスドセイフティパッケージとしてレヴォーグで初採用した。
2021年現在、スバルはEyeSightのステレオカメラを中心とした運転支援システム「アイサイトコアテクノロジー」に加え、後側方などを監視し運転支援を行う機能を「アイサイトセイフティプラス（運転支援）」、電子デバイスにより運転者の視野を広げる安全支援装備を「アイサイトセイフティプラス（視界拡張）」と称したパッケージとして提供している。サポカーS ワイド認定に必要な先進ライト機能もこの中に含まれる。なお、下記の一覧には車種・グレードによって標準装備でないもの、設定が無いものを含む。
アイサイトセイフティプラス（運転支援）
スバルリヤビークルディテクション（後側方警戒支援システム）
運転者の死角にある車・障害物を検知し、インジケーターの点滅また点灯、警報音によってドライバーに注意を促す。「死角車両検知」、「車線変更支援」、「後退時支援」からなる。
エマージェンシーレーンキープアシスト
「自動車専用道路などを約60 km/h以上で走行している場合、隣接車線の後方車両が接近しているにもかかわらず、車線変更を行おうとした場合や車線からはみ出しそうになった際、音と表示でドライバーに注意を喚起するとともに、ステアリング操作をアシストして車線からの逸脱を抑制」する。
アダプティブドライビングビーム
可動式シェードで対向車や前走車の眩惑を防ぐ。
アレイ式アダプティブドライビングビーム
複数のLEDを個別に制御するアレイ式で対向車や前走車の眩惑を防ぐ（2020年に2代目レヴォーグで採用）。
ハイビームアシスト
ステレオカメラの映像をもとにハイ/ロービームの自動切り替えを行う。
ハイビームアシスト（自動防眩ルームミラー付）
単眼カメラの映像をもとにハイ/ロービームの自動切り替えを行う。
アイサイトセイフティプラス（視界拡張）
スマートリヤビューミラー
ルームミラー内蔵のモニターにより後方カメラの映像を表示。
フロントビューモニター
フロントグリル内の魚眼レンズ付カメラにより前方左右の死角を補う。
サイドビューモニター
左ドアミラー内蔵カメラにより助手席側側面の死角を補う。
デジタルマルチビューモニター（フロント/サイド/リヤ）
フロントグリル、助手席側ドアミラー、リヤゲートに装着されたカメラの映像をセンターインフォメーションディスプレイに表示。2020年に2代目レヴォーグで採用。

## 搭載可能車種
2021年12月現在、以下の車種は車線逸脱防止機能付きのEyeSight（ver.3）または新世代アイサイト（アイサイトXあり/なし）を全車標準装備。
他社OEM車、MT車（SUBARU BRZ、GR86、および海外仕様の一部車種に設定）はEyeSight非搭載である。
| 車種         | 型式 | バリエーション    | ver.                                     | 備考 |
| ------------ | ---- | ----------------- | ---------------------------------------- | --- |
| レガシィ     | BT   | アウトバック      | X（日本仕様） 3（北米仕様） 新世代（他） | 日本仕様は全車アイサイトX標準搭載 ポストコリジョンブレーキコントロール搭載（北米仕様を除く） |
| レガシィ     | BW   | セダン            | X（日本仕様） 3（北米仕様） 新世代（他） | ※北米限定販売 |
| フォレスター | SK   | （5代目）         | 新世代 ※A~C型は下表                      | LEDハイ&ロービームランプ+ステアリング連動ヘッドランプ アレイ式アダプティブドライビングビーム（後期型）、アイサイト・ツーリングアシスト搭載、ECOクルーズコントロール（e-BOXER搭載モデル）                                        |
| インプレッサ | GK   | G4（5代目）       | 3                                        | ハイビームアシスト（A～C型まで） アダプティブドライビングビーム、アイサイト・ツーリングアシスト搭載（後期型） |
| インプレッサ | GT   | スポーツ（5代目） | 3                                        | ハイビームアシスト（A～C型まで） アタプティブドライビングビーム、アイサイト・ツーリングアシスト搭載（後期型）、ECOクルーズコントロール（e-BOXER搭載モデル）                                                                     |
| SUBARU XV    | GT   | （3代目）         | 3                                        | ハイビームアシスト（A～C型まで） アダプティブドライビングビーム、アイサイト・ツーリングアシスト搭載（後期型モデル）、ECOクルーズコントロール（e-BOXER搭載モデル）                                                               |
| レヴォーグ   | VN5  | （2代目）         | 新世代/X                                 | 末尾に“EX”が付くグレードのみアイサイトX搭載 |
| WRX          | VAG  | S4（初代）        | 3                                        | ハイビームアシスト（自動防眩インナーミラー付）（B型以降） D型以降アイサイト・ツーリングアシスト搭載 |
| WRX          | VBH  | S4（2代目）       | 新世代/X                                 | 日本国内仕様の末尾に“EX”が付くグレードのみアイサイトX搭載 |
| SUBARU BRZ   | ZD   | （2代目）         | 3準拠 ※AT車のみ                          | ステアリング制御非対応のためレーンキープ機能が省かれている アイサイトコアテクノロジー以外の安全支援装備は車種・グレードにより異なる。 （安全支援装備ではないが）MT車には定速クルーズコントロール機能が標準装備（GR86 RCを除く） |
| GR86         | ZN8  | （2代目）         | 3準拠 ※AT車のみ                          | ステアリング制御非対応のためレーンキープ機能が省かれている アイサイトコアテクノロジー以外の安全支援装備は車種・グレードにより異なる。 （安全支援装備ではないが）MT車には定速クルーズコントロール機能が標準装備（GR86 RCを除く） |
| アセント     | WM   | （初代）          | 3                                        | ※日本未発売。2021年式よりアイサイト・ツーリングアシスト相当 |

### 過去に搭載できた車種
備考欄に特記なき車種・年式は、全車標準装備ではなく設定グレード専用装備となる。
- 例として、 XV（GP系・2代目）は 2.0i 、2.0i-L、2.0i-L アイサイト の3グレードが通年販売された。

| 車種         | 型式 | バリエーション                                                       | ver. | 備考 |
| ------------ | ---- | -------------------------------------------------------------------- | ---- | --- |
| レガシィ     | BH   | ランカスター 2.5、3.0 6                                              | ADA  | |
| レガシィ     | BP   | ツーリングワゴン（4代目）3.0R                                        | ADA  | A~C型 |
| レガシィ     | BL   | B4（4代目）2.0GT、3.0R                                               | 1    | F型 |
| レガシィ     | BP   | ツーリングワゴン（4代目）2.0GT、3.0R アウトバック（初代）2.5XT、3.0R | 1    | F型 |
| レガシィ     | BM   | B4（5代目）                                                          | 2    | B型以降 |
| レガシィ     | BR   | ツーリングワゴン（5代目） アウトバック（2代目）                      | 2    | B型以降 B型以降の3.6Rは標準装備 |
| レガシィ     | BN   | B4（6代目）                                                          | 3    | ハイビームアシスト (自動防眩インナーミラー付) （B~C型）標準装備 アダプティブドライビングビーム（後期型モデル） |
| レガシィ     | BS   | アウトバック（3代目）                                                | 3    | ハイビームアシスト (自動防眩インナーミラー付) （B~C型）標準装備 アダプティブドライビングビーム（後期型モデル） |
| インプレッサ | GJ   | G4（4代目）                                                          | 2    | A~C型 |
| インプレッサ | GJ   | G4（4代目）                                                          | 3    | D型以降 |
| インプレッサ | GP   | スポーツ（4代目）                                                    | 2    | A~C型 |
| インプレッサ | GP   | スポーツ（4代目）                                                    | 3    | D型以降 |
| インプレッサ | GPE  | スポーツハイブリッド                                                 | 2    | 標準装備 |
| XV           | GP   | （2代目）                                                            | 2    | B~C型 |
| XV           | GP   | （2代目）                                                            | 3    | D型以降 |
| XV           | GPE  | ハイブリッド                                                         | 2    | 標準装備 |
| フォレスター | SJ   | （4代目）                                                            | 2    | A~C型 |
| フォレスター | SJ   | （4代目）                                                            | 3    | D型以降 |
| フォレスター | SK   | （5代目・A~C型）                                                     | 3    | 標準装備 LEDハイ&ロービームランプ+ステアリング連動ヘッドランプ アダプティブドライビングビーム（一部グレードメーカーオプション及び標準装備）、アイサイト・ツーリングアシスト搭載、ECOクルーズコントロール (e-BOXER搭載モデル) |
| エクシーガ   | YA   | （初代）                                                             | 1    | B~D型 |
| エクシーガ   | YA   | （初代）                                                             | 2    | E型以降 標準装備 |
| エクシーガ   | YAM  | クロスオーバー7                                                      | 2    | 標準装備 |
| レヴォーグ   | VM   | （初代）                                                             | 3    | ※A型のみ非装着可能（1.6GT） ハイビームアシスト（自動防眩インナーミラー付）（B型以降） D型以降アイサイト・ツーリングアシスト搭載                                                                                              |

## プロモーション
アイサイトのプロモーションは限界を意識したものになっており、「ぶつからないクルマ?」「ぶつからないSUV?」「ぶつからないハイブリッド?」「ぶつからないミニバン?」等と疑問符をつけたり（「ぶつからない」と断言していない）、テレビCMの最後に表示される警告では必ず効果音を鳴らしたり、カタログやウェブサイトでも「アイサイトだけに頼った運転は、絶対に行わないでください。」と非常に強い文言の警告を記載する等して注意喚起を図っている。後述のノベルティアイテムも「ぶつからない!?ミニカー」と命名する、アイサイトではなくスマートアシストを搭載するダイハツ工業からのOEM車ステラ（←ムーヴ）やプレオ+（←ミライース）も同様の手法を取る等、これらの手法は徹底されている。

### ぶつからない!?ミニカー
EyeSightの試乗体験キャンペーンで配布されているミニカー。
前方に赤外線センサーが搭載されており、スイッチを入れるとヘッドランプが点灯して走行するようになっている。その状態でミニカーの収納箱に向けて走らせると自動で停車して更にブレーキランプが点灯するのが特徴。
- これまでに配布された車種
- インプレッサ系
  - 4代目
    - スポーツ
    - XV（2代目）ハイブリッド - フロント・リアが点灯する。

  - 5代目 - スポーツ
- レガシィ系
  - ツーリングワゴン（世代不明） - グレードは、恐らく2.0GT DIT EyeSight
  - アウトバック（世代不明） - フロント・リアが点灯する。はみ出さない機能は無くなり直進のみになる。
- フォレスター
- レヴォーグ - フロント・リアが点灯する（ブレーキは点滅してから点灯する）。黒線の上をなぞるようにはみ出さない走りをするようになった。映画『進撃の巨人』バージョンが存在する。

## 沿革
- 1989年 – 富士重工業がステレオカメラに関する研究を開始。
- 1991年 – 第29回東京モーターショーでADAを公開。
- 1999年 – ADA搭載のレガシィ（ランカスターADA）を発売。
- 2003年 – ADA最終型搭載のレガシィツーリングワゴンを発売。
- 2004年 – 日立製作所・日立オートモティブシステムズと開発提携。
- 2006年 – レガシィのマイナーチェンジに伴い、ADA搭載モデル発売終了。
- 2008年 – EyeSight（Ver.1）搭載のレガシィ（アウトバック2.5XT、3.0R/B4・ツーリングワゴン2.0GT、3.0R）を発売。
- 2009年 – エクシーガにEyeSight搭載グレードを設定。
- 2010年 – EyeSight（ver.2）搭載のレガシィを発売。
- 2011年
  - EyeSight（ver.2）搭載車を自社生産するすべての車種に拡大することを発表[55]。
  - 11月30日 – EyeSight（ver.2）搭載のインプレッサ スポーツ、インプレッサG4を発売[56]。
- 2012年
  - 文部科学大臣科学技術賞を受賞。
  - EyeSight（ver.2）搭載のエクシーガを発売。
  - EyeSight（ver.2）搭載のSUBARU XV、フォレスターを発売。
- 2013年
  - 第10回新機械振興賞経済産業大臣賞を受賞。
  - 米国道路安全保険協会（IIHS）の性能評価で最高の "SUPERIOR" に認定。
  - 10月02日、次世代「アイサイト（EyeSight）」を発表[57][58]。
- 2014年
  - 6月20日 – EyeSight（ver.3）搭載のレヴォーグを発売。
  - 8月25日 – EyeSight（ver.3）搭載のWRX S4を発売。
  - 10月23日 – 国土交通省およびNASVAが2014年式レヴォーグに対し、JNCAP予防安全評価における評価点が満点の40点および「先進安全車プラス（ASV+）」に選定[59]。
  - 10月24日 – EyeSight（ver.3）搭載のレガシィB4、レガシィアウトバックを発売。
  - 11月25日 – EyeSight（ver.3）搭載のインプレッサ スポーツ、インプレッサG4、SUBARU XVを発売。
- 2015年
  - 5月8日 – 2014年式フォレスター・レガシィ・レヴォーグ/WRX、2014年度JNCAPファイブスター賞を獲得[60][注釈 36][61]。
  - 7月15日 – 2015年度予防安全性能アセスメントにてレヴォーグ、WRX S4、レガシィが満点評価によりASV+に選定[62]。
  - 9月14日 – 2015年度IIHS安全評価で米国仕様WRXが最高評価獲得、TSP+（トップセイフティピック）に認定[63]。
  - 9月29日 – 2015年度「グッドデザイン・ベスト100」を受賞[64]。
  - 10月30日 – 「アイサイト」、2015年度グッドデザイン金賞を受賞[65]。
  - 12月10日 – 2016年度IIHS安全評価で北米仕様レガシィ、アウトバック、フォレスター、インプレッサ/XV、WRXがTSP+に認定[66]。
- 2016年10月13日 – EyeSight（ver.3）搭載のインプレッサ/SUBARU XV、フルモデルチェンジ。
- 2017年
  - 3月16日 – アイサイト搭載モデルの国内累計販売台数50万台達成[67]。
  - 5月29日 – 2016年式インプレッサ/XV、2016年度JNCAP衝突安全性能評価大賞および特別賞を受賞。[68]
  - 8月7日 – アイサイト・ツーリングアシスト搭載のレヴォーグ/WRX S4発売。
- 2018年
  - 1月12日 – 欧州仕様インプレッサ/SUBAU XV、2017年ユーロNCAPにて部門別最高得点、ベスト・イン・クラス・セーフティ賞受賞[69]。
  - 5月7日 – 米国スバル（Subaru of America）、EyeSight（ver.3相当、バージョン表記無し）搭載のアセントを生産開始[70]。
  - 6月20日 – アイサイト・ツーリングアシスト搭載のフォレスター発売。
  - 11月29日 – 2018年式フォレスター、2018年度JNCAP予防安全性能評価で最高評価のASV+++に認定[71]。
- 2019年
  - 05月30日 – 2018年式インプレッサ/SUBARU XV、2018年度JNCAP予防安全性能評価で最高評価のASV+++に認定[72]。
  - 05月30日 – 2018年式フォレスター、2018年度JNCAP衝突安全性能評価大賞を受賞（トヨタ・クラウンと同点）[13]。
- 2020年
  - 6月25日 – 米国スバル、'Adcanved Adaptive Cruise Control'（アイサイト・ツーリングアシスト相当）搭載の改良版アセント発売を発表[73]。
  - 11月26日 – 新世代アイサイトおよびアイサイトX搭載のレヴォーグ発売。
- 2021年
  - 5月25日 – 2020年式レヴォーグ、2020年度JNCAPファイブスター大賞（同年度の最高得点）を受賞[74]
  - 7月21日 – アイサイト搭載の2021年式BRZ発売（AT車に限る）[注釈 37]。
  - 8月19日 – 新世代アイサイト搭載のフォレスター（年次改良に伴いVer.3から変更）発表、同年10月より発売開始。
  - 9月 – 新世代アイサイト搭載のレガシィアウトバック（欧州仕様）、2021年ユーロNCAPにて最高評価獲得[75][52][注釈 38]。
  - 10月7日 – 新世代アイサイトおよびアイサイトX搭載のレガシィアウトバックを発表（同年中発売予定）。
  - 10月28日 – トヨタ、アイサイト搭載のGR86発売（AT車に限る）[注釈 39][76]。
  - 11月25日 – 新世代アイサイトおよびアイサイトX搭載のWRX S4発表。

## その他

### 踏切脱出時の操作
踏切内に閉じ込められた際、遮断桿を障害物と検知して脱出不可能になると誤解されることがあるが、P-CR OFF ボタン長押しで誤発進抑制機能を停止することで平常通り発進することができる。なお同機能は異常発進防止のためにエンジン出力を抑制するものであるから、機能を停止せずとも徐行で脱出することも可能である。

### プリクラッシュブレーキ作動直後のオーバーライド
プリクラッシュブレーキ動作中にアクセルペダルを踏んだ場合、年式、ペダルの踏み加減、周辺認識状況により結果が異なる
。
アイサイトにおいてはアクセル操作やハンドル操作により、プリクラッシュブレーキの発動をキャンセルする機能（オーバーライド）があるが、車種・年式によって挙動が若干異なる部分もあるため取扱説明書にて仕様を正しく理解することが望ましい。ver.3採用車の場合、最大限アクセルを踏み込んだ場合プリクラッシュブレーキが解除されることが取扱説明書に明記されている。

### VDCとの連携
ADAの項で述べたように、ADAで既にVDCとの協調機能は備わっていたが、アイサイトver.3においてもVDC制御系が関与している（プリクラッシュステアリングアシストにて使用）。

### 海外
- 海外市場では、基本的にはバージョン表記がなされず、公式には単にEyeSightと呼称される。
- Imprezaなど一部車種においてはMT車設定が継続しているため（2021年現在）、全車標準装備ではない場合がある。

## テレビ番組
- 日経スペシャル ガイアの夜明け クルマ新世紀 〜未知の領域に挑戦する男たち〜（2004年2月3日、テレビ東京）[77]。
- 新プロジェクトX〜挑戦者たち〜 夢は、交通事故ゼロ 〜自動ブレーキへの挑戦〜（2024年6月22日、NHK）[78]。